# Calophyllum subsessile
Calophyllum subsessile là một loài thực vật có hoa trong họ Calophyllaceae. Loài này được King mô tả khoa học đầu tiên năm 1895.